# Colobomatus labracis
Colobomatus labracis is een eenoogkreeftjessoort uit de familie van de Philichthyidae. De wetenschappelijke naam van de soort is voor het eerst geldig gepubliceerd in 1952 door Delamare Deboutteville & Nunes Ruivo.